# Drew McIntyre
Drew McIntyre, właśc. Andrew Galloway (ur. 6 czerwca 1985) – profesjonalny szkocki wrestler. Aktualnie związany jest z WWE, gdzie występuje w brandzie SmackDown.

## Kariera wrestlera

### Początki (2007-2012)
Galloway przeniósł się do Stanów Zjednoczonych w 2007 r. Walczył w Ohio Valley Wrestling, a następnie Florida Championship Wrestling, gdzie zdobył mistrzostwo indywidualne, a także drużynowe. Następnie zadebiutował w telewizyjnym WWE SmackDown!, gdzie szybko zdobył Intercontinental Championship. Zaraz po swoim debiucie wszedł w feud z R-Truthem.
Podczas gali WWE TLC zwyciężył w pojedynku z Johnem Morrisonem, zdobywając w ten sposób mistrzostwo Interkontynentalne. W Nowy Rok pokonał Johna Morrisona, aby obronić mistrzostwo. Na gali Over the Limit stracił je w walce z Kofim Kingstonem i nie odzyskał go w rewanżu na SmackDown!. Zakwalifikował się do walki Money in the Bank pokonując Kofiego Kingstona, który już wcześniej zapewnił sobie udział w tej walce. Walka z Big Showem i Dolphem Zigglerem na RAW 7 listopada 2011 była dla niego ostatnią na RAW. Na oficjalnej stronie WWE podano, że Drew McIntyre został przeniesiony na SmackDown. Przegrywając walkę z Justinem Gabrielem właśnie na SmackDown 2 marca 2012 r. tuż po swojej walce został zwolniony przez Theodore’a Longa. Został on jednak wkrótce przywrócony do rosteru i na WrestleManii 28 walczył w walce generalnych managerów w teamie Johna Laurnaitisa.

### Powrót do WWE (2017-obecnie)

#### Mistrz NXT (2017-2018)
1 kwietnia 2017 na NXT TakeOver: Orlando został pokazany na ekranie w pierwszym rzędzie. Podczas wywiadu na wyłączność dla ESPN potwierdzono, że Drew podpisał ponownie kontrakt z WWE i będzie występować w NXT. 12 kwietnia powrócił z nowym theme songiem jako Face i pokonał Oneya Lorcana. Następnego tygodnia doszło do kłótni między McIntyre’em a Andrade Almasem, która zakończyła się meczem w epizodzie NXT z 26 kwietnia, z którego zwycięsko wyszedł Drew. 24 maja pokonał Wesleya Blake, który rywalizował z nim tydzień temu. 19 lipca pokonał Killiana Daina i został pretendentem do tytułu NXT i zmierzy się z Bobbym Roode’em na NXT TakeOver: Brooklyn III 19 sierpnia. Na tej gali pokonał Bobby’ego i zdobył po raz pierwszy w jego karierze pas NXT (będąc pierwszym zawodnikiem, który był wcześniej w main rosterze i wygrał mistrzostwo), lecz po walce zaatakował go debiutujący Adam Cole. Było to pierwsze wystąpienie Cole’a w tygodniówce NXT. Jego pierwsza obrona pasa odbyła się na tygodniówce NXT 5 października pokonując Rodericka Stronga. W następnych tygodniach, McIntyre rozpoczął feud z Andrade Cien Almasem. GM NXT William Regal powiadomił, że walka o mistrzostwo pomiędzy McIntyre a Almasem odbędzie się na NXT TakeOver: WarGames. Dzień przed eventem, McIntyre obronił tytuł w walce z Adamem Cole’em z sędzią specjalnym Shawnem Michaelsem na live evencie w San Antonio, Texas, kontynuując feud. Walka na żywo została wyemitowana 3 stycznia 2018 roku na WWE Network. 18 listopada, McIntyre przegrał z Almasem i stracił pas NXT na NXT TakeOver: WarGames. Była to jego pierwsza porażka w NXT. Po meczu zostało potwierdzone, że pod koniec walki, McItyre doznał kontuzji bicepsu.

#### Sojusz z Dolphem Zigglerem (2018-2019)
16 kwietnia 2018 roku podczas WWE Superstar Shake-up 2018, Dolph Ziggler został przeniesiony do brandu Raw. Tego wieczoru Titus Worldwide (Titus O’Neil, Apollo Crews) zaoferowali miejsce w drużynie Zigglerowi, ten jednak odmówił mówiąc, że nie przybył sam. McIntyre przybył z widowni i zaatakował dwójkę przechodząc Heel turn. Następnym tygodniu pokonali ich w tag-team matchu. 18 czerwca, McIntyre pomógł Zigglerowi pokonać Setha Rollinsa zdobywając przy tym mistrzostwo Intercontinental. Następnym tygodniu, Rollins wygrał poprzez dyskwalifikację w rewanżu z powodu interwencji, McIntyre (który był odsunięty na zaplecze), później Roman Reigns pomógł Rollinsowi w odparciu ich ataku. Tym samym Ziggler zachował mistrzostwo. Gdzie Rollins miał ustalony mecz z Zigglerem o pas interkontynentalny na Extreme Rules. 9 lipca McIntyre zmierzył się z nim czy będzie przy boku Zigglera czy będzie musiał oglądać z zaplecza; McIntyre wyszedł zwycięsko z tego pojedynku. Podczas pojedynku na Extreme Rules, miał już 2:0 podczas Iron Matchu, gdy McIntyre zaatakował Rollinsa. Do dało mu kolejny punkt, a McIntyre został wysłany na zaplecze. Ziggler wygrał mecz 5-4
27 sierpnia podczas tygodniówki Raw, McIntyre z Zigglerem zawalczyli w tag-team matchu przeciwko Romanowi Reingsowi i Braunowi Strowmanowi. Gdy Strownman odwrócił się od Reingsa, Ziggler i McIntyre pomogli w ataku na The Shield. 3 września zaatakowali The Revival podczas ich wywiadu, którzy mieli zmierzyć się z The B-Team(Curtis Axel, Bo Dallas) o pasy WWE Raw Tag Team Championship. Później zastąpili ich i pokonali The B-Team tym samym zdobywając pasy. W następnym tygodniu na Raw ponownie ich pokonali w rewanżu. 17 września pokonał Deana Ambrose’a. Na następnym epizodzie Raw zwycięsko wyszli ze starcia z The Revival. 1 października po interwencji Zigglera pokonał Rollinsa, a po meczu wraz z Braunem Strowmanem zaatakowali Rollinsa, Ambrose’a i Reingsa, którzy przybiegli na pomoc. Na Super Show-Down, 6 października zostali pokonani przez The Shield. W rewanżu dwa dni później na epizodzie Raw pokonali The Shield. 15 października wziął udział w walce kwalifikacyjnej o prawo udziału w turnieju WWE World Cup na WWE Crown Jewel, który wyłoni „Najlepszego na świecie”, gdzie został pokonany przez Rollinsa poprzez wyliczenie poza ringowe. Tej samej nocy w walce wieczoru zostali pokonani przez The Shield. Po walce Strowman wykonał na Zigglerze, Running Powerslam, a McIntyre na Strowmanie, Claymore, kończąc ich rozejm.
Scottish Psychopath (2019)
Po Survivor Series, gdzie był częścią Teamu Raw, jego sojusz z Dolphem Zigglerem się rozpadł. Ziggler przeszedł face turn i zaczął rywalizację z McIntyre'em. Na Raw kończącym rok 2018 w Steel Cage matchu McIntyre pokonał Zigglera. Szkot był częścią Royal Rumble matchu, lecz nie udało mu się zwyciężyć. Został wyeliminowany przez Dolpha Zigglera i Brauna Strowmana. Na Elimination Chamber razem z Bobbym Lashleyem zaingerowali w pojedynek Barona Corbina i Brauna Strowmana w No Disqualification matchu, dzięki czemu wygrał go ten pierwszy. Podczas WrestleManii 35 zmierzył się z powracającym po białaczce Romanem Reignsem, ale pojedynek przegrał. Następnie wmieszał się w konflikt Shane'a McMahona z Reignsem, dzięki czemu Big Dog przegrał na WWE SuperShowDown. Obaj zmierzyli się na WWE Stomping Grounds i mimo ingerencji McMahona walkę wygrał Reigns. Na Extreme Rules McIntyre wziął udział w No Holds Barred tag team matchu. Razem z Shane'em McMahonem zmierzyli się z Reignsem oraz Undertakerem, jednak walkę przegrali. Do końca roku nie brał udziału w większych storyline'ach. Był jedynie członkiem walki drużynowej Team Flairs vs. Team Hogan na Crown Jewel oraz członkiem drużyny Raw na Survivor Series, gdzie nie odegrał większej roli.

#### Mistrz WWE (po 2020)
Na gali Royal Rumble, 26 stycznia 2020 wygrał on mecz typu Royal Rumble, aby zapewnić sobie walkę na WrestleManię 36 o mistrzostwo świata. W meczu tym wyeliminował 6 uczestników, w tym mistrza WWE, Brocka Lesnara. Na następnym Raw ogłosił, że wybriera właśnie Lesnara, aby zmierzyć się z nim o mistrzostwo na WrestleManii. W Main Evencie owej gali, McIntyre pokonał Lesnara, aby zdobyć WWE Championship.
Następnej nocy na Raw obronił tytuł w walce z Big Showem. Po walce rozpoczął feud z Sethem Rollinsem, którego skutkiem była obrona tytułu przeciwko Rollinsowi na Money in the Bank, w której odniósł sukces. W maju zaczął feudować z Bobbym Lashleyem, wspartym przez MVP. Doprowadziło to do obrony tytułu na Backlash, na którym McIntyre po odwróceniu uwagi przez Lanę, wyszedł zwycięsko. Na The Horror Show at Extreme Rules obronił z powodzeniem tytuł przeciwko Dolphowi Zigglerowi. Po rozpoczęciu feudu z Randym Ortonem dwukrotnie z sukcesem obronił tytuł przeciwko niemu kolejno na SummerSlam i w Ambulance matchu na Clash of Champions. Na Hell in a Cell, 25 października stracił tytuł w walce z Ortonem w Hell in a Cell matchu, kończąc panowanie po 202 dniach.
16 listopada na Raw odzyskał tytuł w rewanżu w stypulacji no DQ matchu. Na Survivor Series przegrał champion vs. champion match z Universal Champion Romanem Reignsem. Na gali TLC: Tables, Ladders & Chairs, 20 grudnia 2020, obrobił tytuł w Tables, Ladders and Chairs matchu, przeciwko AJ Stylesowi i The Mizowi, który wykorzystał walizkę Money In The Bank.
Na WrestleManii 37 rzucił wyzwanie Bobby’emu Lashleyowi o WWE Championship, które mistrz przyjął. Lashley pokonał McIntyre’a na otwarciu WrestleManii, a McIntyre następnie otrzymał rewanż na WrestleManię Backlash, po tym jak pokonał Brauna Strowmana i Randy’ego Ortona, do wywalczenia szansy na tytuł. 26 kwietnia 2021 na Raw, Strowman dołączył do walki, czyniąc z niej Triple Threat, po zwycięstwie nad szkotem. Na WrestleMania Backlash nie udało mu odzyskać WWE Championship. Na Hell In A Cell miał walkę ostatniej szansy o mistrzostwo WWE z Lashleyem, jednak nie udało mu się wygrać. Następnie rozpoczął rywalizację z Jinderem Mahalem, który interweniował podczas jego walki na Money in the Bank pozbawiając go wygrania walizki Money in the Bank. W następnych tygodniach walczył z ochroniarzami Mahala, którzy zostali zbanowani z okolic ringu podczas ich walki na SummerSlam, którą wygrał McIntyre w około 4 minuty.
Następnie McIntyre był zamieszany w mniej istotne rywalizacje. Podczas gali WWE Day 1 2022 pokonał on Madcapa Kosza, jednak na backstage'u razem z Baronem Corbinem zaatakowali on Mcintyre'a do tego stopnia, że wykluczyli oni na jakiś czas szkota z akcji. Mcintyre wrócił podczas Royal Rumble. Na Elimination Chamber pokonał on ponownie Mossa w No To dq matchu. Na Wrestlemanii zmierzył się z Corbinem, jako pierwszy odkopując po End of Days (finisher Corbina). Tym samym ich rywalizacja dobiegła końca. Następnie również nie miał większych rywalizacji. We wrześniu jednak walczył w walce wieczoru na gali Clash at the Castle o Undisputed WWE Universal Championship z Romanem Reignsem. Walkę przegrał wskutek interwencji kuzyna Reignsa – Solo Sikoi. Jego rywalizacja z Bloodline trwała aż do Survivor Series: War Games, gdzie stanął on po stronie teamu Sheamusa i Brawling Brutes, wspieranych też przez Kevina Owensa. Na gali jednak drużyna face'ów przegrała z Bloodline. Następnie Mcintyre spadł do midcardu. Na Wrestlemanii 39 był uczestnikiem triple threat matchu o pas interkontynentalny z udziałem jeszcze Sheamusa i panującego mistrza Guntera. Jednak szkotowi nie udało się zdobyć tytułu. Mcintyre był nieobecny aż do Money Money in the Bank, kiedy to powrócił po Gunthera i jego tytuł IC. Jednak na SummerSlam przegrał walkę o pas. Następnie zaczął rywalizację o pas World Heavyweight z Sethem Rollinsem, z którym zmierzył się na Crown Jewel. Jednak ponownie nie udało mu się zdobyć złota. W międzyczasie Mcintyre zaczął powoli przechodzić heel turn. Ponieważ na monday night raw trafił Jey Uso – dawny członek The Bloodline, które pozbawiło Mcintyre'a głównego pasa mistrzowskiego. Oficjalnie na złą stronę przeszedł 13 listopada 2023 kiedy to przeszkodził on w walce pomiędzy Judgement Day, a Jeyem Uso i Codym Rhodesem o pasy tag team. Zaatakował Jeya Uso, wskutek czego Judgement Day wygrali ponownie tytuły drużynowe. Ogłosił on tydzień później, że na Survivor Series: War Games stanie po stronie Judgement Day. Na ppv jednak heelowa drużyna przegrała w walce wieczoru z teamu złożonego z Codiego Rhodesa, Samiego Zayna, Jeya Uso, Setha Rollinsa oraz powracającego Randiego Ortona. Na kolejnych tygodniówkach mcintyre dalej atakował Jeya Uso, Setha Rollinsa oraz Samiego Zayna, którzy stali po stronie Jeya Uso. Podczas Monday Night Raw Day 1 zawalczył ponownie z Sethem Rollinsem o pas World Heavyweight, lecz bez skutku. Wskutek próby cash-inu Damiana Priesta walkę przegrał. Na Royal Rumble był w ostatniej trójce, ale został wyeliminowany przez CM Punka. Na Raw 29 stycznia CM Punk ogłosił, że nie zawalczy podczas WrestleManii XL, ponieważ nabawił się kontuzji. Drew McIntyre przerwał Punkowi i stwierdził, że prosił o to i to się stało (odnośnie do kontuzji Punka). Następnie zaatakował kontuzjowaną rękę CM Punka. Na Elimination Chamber wygrał tytułową walkę o miano pretendenta do pasa World Heavyweight. Podczas WrestleManii XL pokonał on Setha Rollinsa i został nowym mistrzem. Po walce podszedł do stołu komentatorskiego, gdzie siedział CM Punk. Szkot sprowokował Punka, który zrzucił McIntyre'a ze stołu, a następnie zaatakował ochraniaczem na łokieć. Wykorzystał to Damian Priest inkasując walizkę Money in the Bank. Tym samym panowanie McIntyre'a trwało niecałe sześć minut.

## Życie osobiste
Galloway zaręczył się z profesjonalną amerykańską wrestlerką Taryn Terrell w lipcu 2009. Gdzie pobrali się w Las Vegas w maju 2010 roku. 24 maja 2011, Terrel ogłosiła, że wzięli rozwód. W 2016 wziął ślub z Kaitlyn Frohnapfel.
Matka Gallowaya, Angela zmarła w wieku 51 lat, 3 listopada 2012 roku.
Galloway kibicuje szkockiej drużynie Rangers F.C.
8 stycznia 2021 za pośrednictwem strony wwe.com oraz na odcinku WWE Raw, McIntyre ogłosił, że jest zakażony wirusem COVID-19, ale nie ma żadnych objawów choroby. Zdążył wyzdrowieć przed galą Royal Rumble (2021), na której pokonał weterana wrestlingu Goldberga o WWE Championship.

## Styl walki
Finishery
- Claymore kick

Standardowe akcje
- Backbreaker
- Big boot
- Clothesline
- Fireman’s carry gutbuster
- Front dropkick
- Hangman’s neckbreaker
- Suplexy
  - Belly to back suplex
  - Northern Lights
  - Overhead belly to belly
  - Superplex
- Powerbomb
  - Release
  - Running
  - Sitout
  - Turnbuckle
- Running back elbow
- Running forearm
- Scoop slam
- Short-arm clothesline
- Single leg dropkick
- Tilt-a-whirl into either a backbreaker or a gutbuster

## Mistrzostwa i osiągnięcia

### Ważne federacje
- Total Nonstop Action Wrestling (TNA)
  - TNA World Heavyweight Championship (1 raz)[25]
  - Impact Grand Championship (1 raz)[26]
  - Feast or Fired (2016 – kontrakt na World Heavyweight Championship)[27]
  - Global Impact Tournament (2015) – z Team International (Magnus, The Great Muta, Tigre Uno, Bram, Rockstar Spud, Khoya, Sonjay Dutt i Angelina Love)[28]
  - TNA Joker’s Wild (2016)[29]
- WWE
  - WWE Intercontinental Championship (1 raz)
  - WWE (Raw) Tag Team Championship (2 razy) z Codym Rhodesem (1) i Dolph Ziggler (1)
  - NXT Championship (1 raz)
  - Royal Rumble 2020 winner
  - Elimination Chamber 2024 winner
  - WWE Championship (2 razy)
- Evolve
  - Evolve Championship (1 raz)[30]
  - Evolve Tag Team Championship (2 razy) z Johnny Gargano (1) i Dustin (1)[30]
  - Evolve Tag Team Championship Tournament (2016) – z Johnny Gargano
  - Open the Freedom Gate Championship (1 raz)[30]
- Florida Championship Wrestling
  - FCW Florida Heavyweight Championship (1 raz)[30]
  - FCW Florida Tag Team Championship (2 razy) ze Stu Sanders[30]

### Fderacje niezależne
- British Championship Wrestling
  - BCW Heavyweight Championship (2 razy)[30]
- Danish Pro Wrestling
  - DPW Heavyweight Championship (1 raz)[30]
- Insane Championship Wrestling
  - ICW World Heavyweight Championship (2 razy)[30]
  - ICW Hall of Fame (2018)
- Irish Whip Wrestling
  - IWW International Heavyweight Championship (1 raz)[30]
- Outback Championship Wrestling
  - OCW World Heavyweight Championship (1 raz)[30]
- Scottish Wrestling Alliance
  - Scottish Heavyweight Championship (1 raz)[30]
- Union of European Wrestling Alliances
  - European Heavyweight Championship (1 raz)[30]
- What Culture Pro Wrestling
  - WCPW Championship (1 raz)[30]